# Ерманш
Ерманш (фр. Hermenches) — громада  в Швейцарії в кантоні Во, округ Бруа-Вюлі.

## Географія
Громада розташована на відстані близько 65 км на південний захід від Берна, 16 км на північний схід від Лозанни.
Ерманш має площу 4,8 км², з яких на 6,3% дозволяється будівництво (житлове та будівництво доріг), 64,9% використовуються в сільськогосподарських цілях, 28,9% зайнято лісами, 0% не є продуктивними (річки, льодовики або гори).

## Демографія
2019 року в громаді мешкало 366 осіб (+2,2% порівняно з 2010 роком), іноземців було 11,2%. Густота населення становила 77 осіб/км².
За віковим діапазоном населення розподілялося таким чином: 21% — особи молодші 20 років, 61,2% — особи у віці 20—64 років, 17,8% — особи у віці 65 років та старші. Було 137 помешкань (у середньому 2,6 особи в помешканні).
Із загальної кількості 64 працюючих 26 було зайнятих в первинному секторі, 5 — в обробній промисловості, 33 — в галузі послуг.